# Krombeinius kubah
Krombeinius kubah är en stekelart som beskrevs av Darling 1995. Krombeinius kubah ingår i släktet Krombeinius och familjen gropglanssteklar. Inga underarter finns listade i Catalogue of Life.